# Immersberg
Der Immersberg ist ein Berg im Pfälzerwald.

## Geographie

### Lage
Über den Immersberg verläuft die Grenze zwischen den Landkreisen Südliche Weinstraße und Südwestpfalz. Die Ostflanke gehört zur Ortsgemeinde Gossersweiler-Stein, die Nordwestflanke zu Dimbach und die Südwestflanke zu Darstein. nordöstlich schließt sich außerdem der Rötzenberg an und südlich der Schloßberg.

### Naturräumliche Zuordnung
1. Großregion 1. Ordnung: Schichtstufenland beiderseits des Oberrheingrabens
2. Großregion 2. Ordnung: Pfälzisch-saarländisches Schichtstufenland
3. Großregion 3. Ordnung: Pfälzerwald
4. Region 4. Ordnung (Haupteinheit): Wasgau
5. Region 5. Ordnung: Dahn-Annweiler Felsenland

## Tourismus
Über den Berg führen unter anderem der Fernwanderweg Staudernheim–Soultz-sous-Forêts sowie ein Wanderweg, der mit einem roten Punkt gekennzeichnet ist und von Hertlingshausen nach Petit Wingen verläuft, ein solcher, der mit einem blauen Kreuz markiert ist und von Niederhausen nach Sankt Germanshof führt und der 9,5 km lange Dimbacher Buntsandstein-Höhenweg.